# JFK Revisited – Die Wahrheit über den Mord an John F. Kennedy
JFK Revisited – Die Wahrheit über den Mord an John F. Kennedy (Originaltitel: JFK Revisited: Through the Looking Glass) ist ein US-amerikanischer Dokumentarfilm aus dem Jahr 2021 über die Ermordung von John F. Kennedy unter der Regie von Oliver Stone, basierend auf dem Sachbuch Destiny Betrayed: JFK, Cuba, and the Garrison Case von James DiEugenio und neu freigegebener Verschlusssachen über das Attentat. Die Uraufführung fand am 12. Juli 2021 außerhalb der Filmfestspiele von Cannes statt.

## Handlung
In dem Dokumentarfilm geht Oliver Stone auf die gegen Ende der 1990er-Jahre als indirekte Folge seines Spielfilms JFK – Tatort Dallas (1991) geöffneten Archive rund um das Attentat auf John F. Kennedy (JFK) am 22. November 1963 ein und stellt weitere Nachforschungen an. Viele der bereits angezweifelten Fakten der offiziellen Darstellung des Attentats zieht Stone erneut in Zweifel: Insbesondere erhärten die freigegebenen Dokumente, dass die Einzeltäterthese nicht zu halten sei. Demnach sei es unmöglich, dass Lee Harvey Oswald den Präsidenten mit mehreren Schüssen ermordet haben soll, wie die Dokumentation unter Zuhilfenahme der nun zugänglichen Akten und zahlreicher Experten darlegt.
Anhand der neuen Dokumente wird dargestellt, dass es mehrere Kugeln gab. So sind unter anderem die Zeugenaussagen von zwei FBI-Agenten über eine Einschusswunde am Hinterkopf belegt, welche die Warren-Kommission nicht in ihren Bericht aufnahm. Zudem dokumentierten 40 Personen, dass sie eine klaffende Wunde im hinteren Bereich des Gehirns sahen, was darauf hindeutet, dass die Kugel von vorne kam. Auch zeigen in den Akten enthaltene Bilder, dass ein großes Stück Haare und Haut vom Hinterkopf fehlten.
Ein weiteres umstrittenes Ereignis, das hier erneut aufgegriffen wird, ist Kennedys Autopsie im Bethesda Naval Hospital in Maryland. Einige der damaligen Anwesenden gaben an, dass medizinische Aufzeichnungen und offizielle Fotos nicht mit den Verletzungen übereinstimmten, die sie aus erster Hand erlebten. Stone stellt dar, dass die Obduktion absichtlich Amateuren anvertraut wurde und dass die Fotos gefälscht waren. So geht aus den neu freigegebenen Dokumenten hervor, dass die Leiche von Ärzten untersucht wurde, die, wie sie selbst angaben, keine Obduktionserfahrung besaßen. Der forensische Pathologe Cyril Wecht, der als erster das makabre Geheimnis von Kennedys fehlendem Gehirn enthüllte, gibt hierzu eine Expertenaussage. Weitere Interviewpartner sind unter anderem Robert Francis Kennedy junior, James K. Galbraith, David Talbot.
In der zweiten Hälfte wechselt JFK Revisited vom Nachdenken über die Tat zum Motiv. Wer würde sich all diese Mühe machen, um Kennedy zu töten und es dann zu vertuschen? Noch wichtiger, warum? Kennedy habe sich viele Feinde gemacht, weil er die Politik der USA umkrempeln wollte. Dazu gehörte, dass er die CIA massiv verkleinerte, die Beziehungen zu Kuba verbesserte, ein Abkommen mit Russland zum teilweisen Verbot von Atomtests abschloss und begann, US-Soldaten aus Vietnam zurückzuziehen. Entscheidungen, die sein Nachfolger Lyndon B. Johnson rückgängig machte. All das, so Stone, unterstützt die These, dass die CIA Kennedy tötete.
Visuell ist der Film eine Mischung aus zeitgenössischen Interviews, neuem Archivmaterial und erklärenden Grafiken. Stone selbst erscheint nur gelegentlich auf dem Bildschirm, hauptsächlich, um einem angesehenen Team aus Forensik-, Medizin- und Ballistikexperten, Historikern und Zeugen präzise geskriptete Fragen zu stellen. Er teilt sich das Voiceover mit Whoopi Goldberg und Donald Sutherland.

## Kritiken
Nach der Uraufführung hielt unter anderem die Kulturredaktion der Tageszeitung Die Rheinpfalz in ihrer Rezension über den Film fest: „Die Videos, die Stone präsentiert, sind durchaus überzeugend – und noch nicht alle Dokumente sind freigegeben, etliche sind bis 2029 unter Verschluss.“
Hingegen urteilte die US-amerikanische Fachzeitschrift The Hollywood Reporter: „JFK Revisited strebt nach einem forensischen Verfahrenston im Stil von Errol Morris und steckt voller faszinierender historischer Nuggets, schmutziger kleiner Geheimnisse und parteiischer Behauptungen, die als objektiver Journalismus verkleidet sind. Hier gibt es keine großen neuen Schock-Enthüllungen, aber viele zum Nachdenken anregende Nebenhandlungen, die neugierige Zuschauer zu eigenen Recherchen anregen. In kommerzieller Hinsicht hat der Film potenziell eine große Anziehungskraft auf zwei unterschiedliche Gruppen: diejenigen, die Stones verschwörerisches Weltbild teilen, und diejenigen, die es genießen, seine paranoiden Polemiken zu entlarven.“
Stone habe nun „viele Jahre als politischer Aktivist zugebracht und Demagogen gegenüber demokratischen Führern unterstützt“, der Film zeige seine feste Entschlossenheit, ganz auf der Skepsis gegenüber allem Offiziellen ein Publikum zu finden. Wegen der Gefährlichkeit dieses Zündelns nannte Jason Gorber Stone einen Verschwörungs-Quacksalber.
Stones neuer Film lasse an der Verschwörungsfront nicht nach, so Mia Pollack im Observer, das sei der Effekt, der schon mal garantiert sei.
Die Wiener Zeitung schrieb zur „stakkato“-artigen, „energischen“ Machart, selten habe Stone leidenschaftlicher versucht, ein Geheimnis zu lösen.
Die Hochschulzeitschrift The Harvard Crimson (Harvard University) betrachtet JFK Revisited als einen „teils packenden, teils didaktischen Film, der deutlich macht, dass der Mord an Präsident Kennedy noch immer sehr ungelöst ist“ und führt fort: „Trotz der Präsentation neuer Beweise gibt Stones neuestes Werk dem Publikum jedoch immer noch keine Antwort auf die überaus wichtige Frage, was bei dieser schicksalhaften Autokolonne wirklich passiert ist. Was der Film tut, ist, eine Vielzahl von Fragen in den Köpfen der Zuschauer zu hinterlassen – und sie hoffentlich dazu zu ermutigen, diese Fragen selbst weiter zu stellen.“
Im Nachrichtenmagazin Der Spiegel resümierte Lars-Olav Beier, am „Ende dieses anstrengenden, zugleich aber spannenden Films hat der Zuschauer das Gefühl, dass die CIA Anfang der Sechzigerjahre so etwas Ähnliches wie die Cosa Nostra gewesen sein muss – nur schlimmer.“
Tatsächlich dokumentieren Akten der CIA, die sich heute im Nationalarchiv in Washington befinden und erst 2007 freigegeben wurden, verschiedene Attentats- und Entführungsversuche des US-Geheimdienstes – speziell in den 1960er-Jahren. Dazu gehört die „Zusammenarbeit“ mit zwei der meistgesuchten Verbrecher des Landes sowie der italienisch-amerikanischen Mafia, mit deren Hilfe die CIA den kubanischen Präsidenten Fidel Castro ermorden wollte.
In der TV-Kultursendung ttt – titel, thesen, temperamente widmete Hilka Sinning dem Dokumentarfilm Oliver Stones am 14. November 2021 einen Beitrag, in dem sie am Schluss festhielt: „Auch wenn der Film den berühmten ungeklärten Mordfall nicht lösen kann, ist er ein Augenöffner.“

## Vertrieb
Stone fand es „bezeichnend, dass sich keine Produktionsfirma in den USA gefunden hat, die unsere Doku finanzieren wollte. Schließlich fanden wir britische Produzenten.“
Der Film hat noch keinen US-Vertrieb. Speziell Amazon Studios, Netflix und National Geographic lehnten den Filmverleih aufgrund des strittigen Inhalts ab. Für mehrere Länder erwarb die britische Altitude Film Entertainment Group die Verkaufsrechte. Im Zuge der Uraufführung des Films bei den Filmfestspielen von Cannes gelang es dem Unternehmen im Juli 2021 auf Anhieb, entsprechende Verleihverträge in Frankreich, Großbritannien, Irland, Italien, Spanien, Skandinavien, Polen, Kroatien, Australien und Neuseeland abzuschließen.
Etwas später folgten in Asien und Europa weitere Länder. In Deutschland und in der Schweiz kam der Film im Verleih von DCM Film Distribution unter dem Titel JFK Revisited - Die Wahrheit über den Mord an John F. Kennedy ab dem 18. November 2021 in verschiedene Programmkinos. Zudem ist der Film im deutschsprachigen Raum seit Anfang Dezember 2021 als Video-on-Demand (Deutsch, Englisch) abrufbar und auf DVD (Deutsch, Englisch) erhältlich.